# Yeni Qizmeydan
Yeni Qizmeydan est un village de la région de Şamaxı en Azerbaïdjan.

## Géographie
Le village d'Yeni Qizmeydan de la région de Şamaxı est situé dans la circonscription administrative du village de Qizmeydan.

## Économie
La principale occupation de la population du village est l'agriculture et l'élevage.